# クリストル・スチュワート

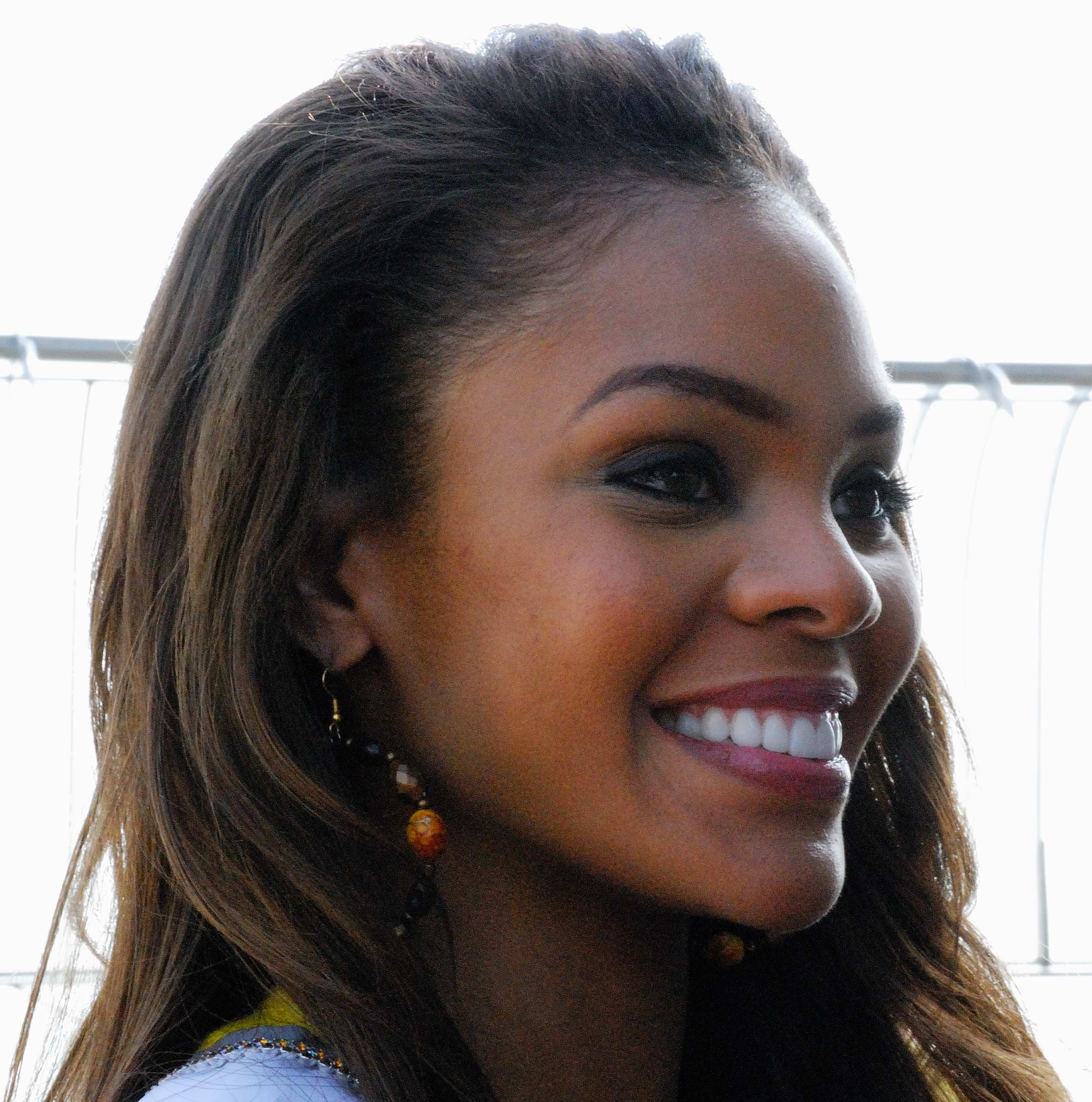
クリストル・スチュワート

クリストル・スチュワート（Crystle Danae Stewart, 1981年9月10日 - ）は、アメリカ合衆国のモデル。2008年度ミスUSA。2008年度ミス・テキサスUSA。

## 経歴
テキサス州ヒューストン出身。ヒューストン大学で経営を学んだ。
ミス・ヒューストンUSA 2002 第4位、ミス・テキサスUSA 2003 Top 15、ミス・ヒューストンUSA 2003 第4位、ミス・テキサスUSA 2005 第4位、ミス・ヒューストンUSA 2005 第2位、ミス・テキサスUSA 2006 第2位、ミス・ヒューストンUSA 2006 第2位、ミス・テキサスUSA 2007 第2位、ミス・テキサスUSA 2008 優勝。2008年4月11日、ラスベガスで開催されたミスUSA大会で優勝。ミス・テキサスUSAからミスUSAとなった9人目の女性となった。
2008年7月14日に開催されたミス・ユニバース2008では、水着審査を勝ち抜きTop 10に進んだが、ミス・ユニバース2007で転倒したミスUSAのレイチェル・スミスに引き続きイヴニングガウン審査で転倒し、Top 5に入ることができなかった。